# Арчвадзе, Жаннета
Жанетта Арчвадзе (груз. ჟანეტა არჩვაძე; 19 сентября 1930, Тбилиси — 14 апреля 2017, там же) — советская и грузинская актриса театра и радио-и телеведущая, заслуженная артистка Грузинской ССР (1967), народная артистка Грузинской ССР (1990).

## Биография
В 1953 г. окончила факультет востоковедения Тбилисского государственного университета, затем — Тбилисский театральный университет им. Шота Руставели.
Работала артисткой эстрады, затем — в Государственном академическом театре Марджанишвили, в пьесе Р.Эбралидзе «Нана» исполнила главную роль, в спектакле «Что ты видел, ты не увидишь» — Тасию.
Помимо работы в театре работала на радио, вела литературные и детские передачи. С 1957 г. являлась диктором грузинского телевидения. На протяжении многих лет он вела тележурналы: «Здоровье», «Колыбельная», «Находка», «Поп-панорама», «Музыкальная почта» и многих других. Диктор информационной программы «Моамбе».
В 2014 г. в Мтацминдском парке была открыла именная звезда телеведущей.